# Ikerasak

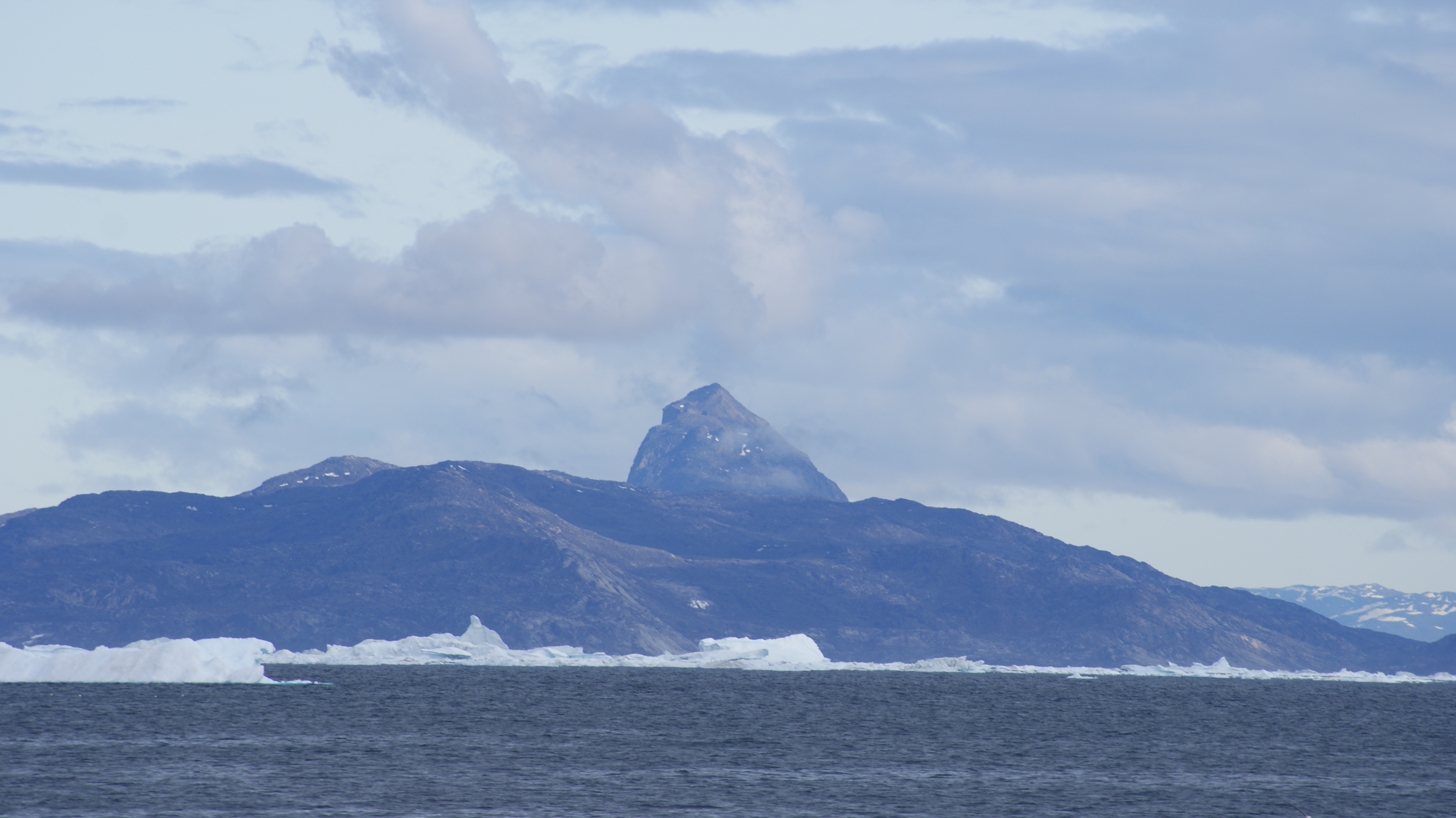
Ikerasak

Ikerasak ("sundet"), är en grönländsk bygd på en ö med samma namn i Qaasuitsup kommun i Västgrönland. Bygden har 207 invånare år 2015, att jämföra med 261 invånare 2005.
Bygden ligger långt in i Uummannaqfjorden, omkring 35 kilometer från staden Uummannaq. Placeringen medför goda fiske- och fångstmöjligheter både på sommaren och vintern. Bland annat fiskas/jagas säl, mindre hälleflundra, havskatt, ren och myskoxe. Bygden ligger naturskönt omkring tre mil från inlandsisen som ibland lämnar ifrån sig stora isberg.
Ikerasak har en skola med cirka 50 elever, butik, kyrka med 150 sittplatser, församlingshus, en mindre fiskefabrik, barninstitution och ett litet ålderdomshem. Ön har helikopterförbindelse med Uummannaq några gånger i veckan. 

## Historia
1821 bosatte sig en svensk vid namn Grundritz på ön, och bildade familj med en grönländska.
Ön figurerar ofta i polarforskaren Knud Rasmussens böcker, eftersom han ofta besökte sin morfar som bodde där.
Skådespelaren och författaren Flemming Jensen var skollärare i Ikerasak mellan 1973 och 1975. Det var med utgångspunkt från dessa erfarenheter som han skrev sina romaner "Vejledning til sælfangst" och "Ímaqa".